# MP6

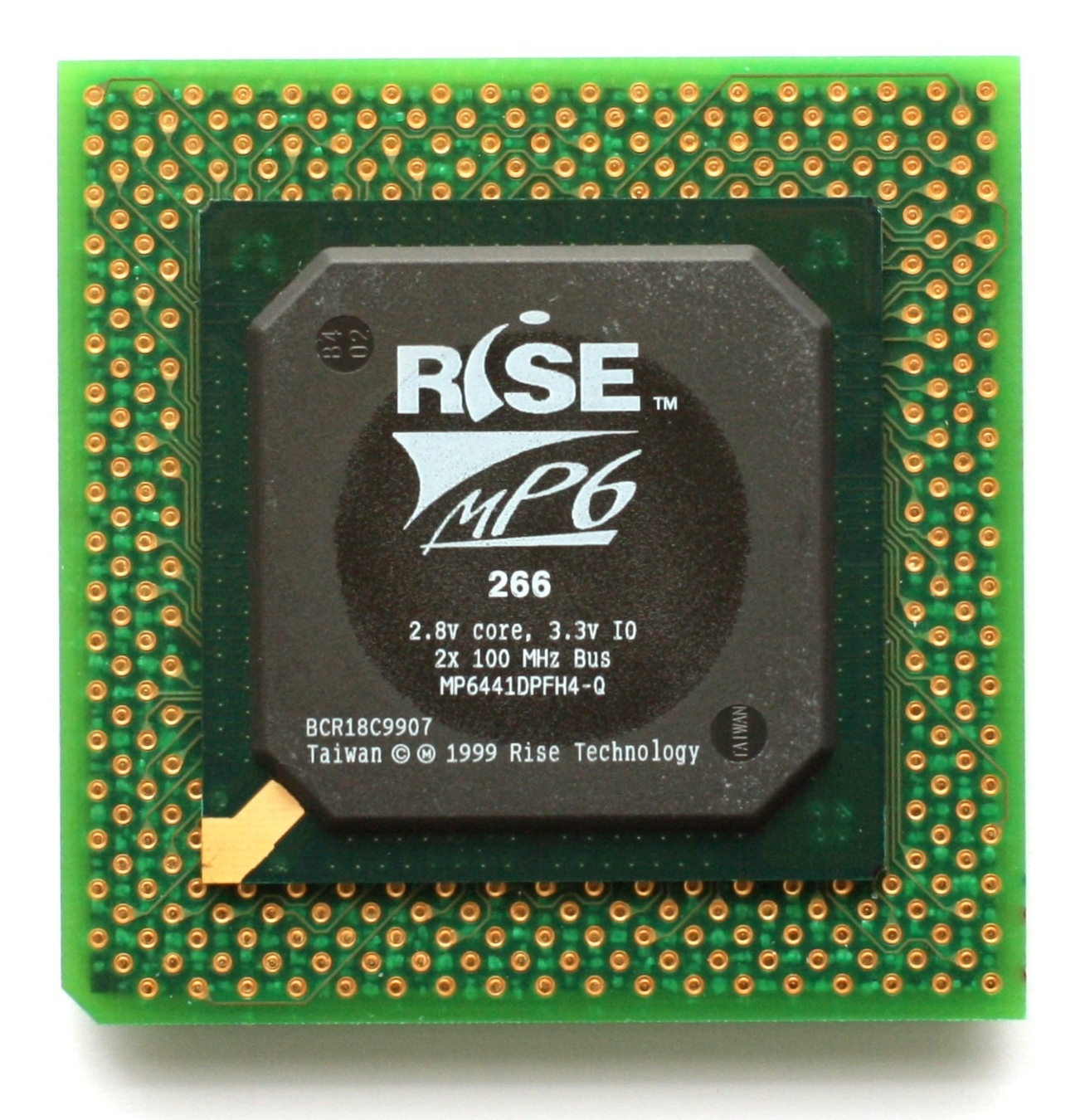
라이즈 mP6-PR266 마이크로프로세서

mP6는 라이즈 테크놀로지에서 1998년 10월에 발표한 x86 MMX 호환 마이크로프로세서로 개발 기간은 5년이며 TSMC에서 생산했다. 사이릭스나 IDT처럼 라이즈도 인텔이나 AMD와는 경쟁하기 힘들다고 판단해서 1999년 CPU 사업에서 철수하였기 때문에 mP6는 널리 사용되지는 않았다.
SiS(Silicon Integrated Systems)는 mP6를 라이센스 받아 SiS550를 개발했다. SiS550는 mP6 CPU와 노스브리지, 사우스브리지, 그래픽, 사운드를 통합한 SoC 싱글 칩으로 일부 컴팩트 PC와 DVD 플레이어에 사용되었다.

## 제품 종류
- PR166: 166 MHz (83*2)
- PR233: 190 MHz (95*2)
- PR266: 200 MHz (100*2)
- PR333: 237.5 MHz (95*2.5)
- PR366: 250 MHz (100*2.5)